# Jaime del Río
Jaime del Río, nombre artístico de Rubén Ramírez Santillán (lugar y fecha de nacimiento discutidas-La Paz, 13 de octubre de 1963) fue un compositor y cantante boliviano. Entre sus composiciones se encuentran la cueca «Mi pena» y los taquiraris «No podré olvidarte» y «Oh Cochabamba querida», esta última declarada Patrimonio Cultural Inmaterial del Pueblo Boliviano.

## Biografía
Su fecha y lugar de nacimiento han sido puestas a debate; mientras unas fuentes informan que Jaime del Río nació en La Paz en 1921, otras alegan que el lugar donde nació fue Cochabamba y el año, 1929.
Vivió su infancia en Cochabamba. Participó en un espectáculo musical en el auditorio de Radio Cultura AM 1090, donde se hizo conocido al interpretar su canción más emblemática, la cueca «Mi pena»; dicha composición hace referencia a la soledad con la que vivía, la cual también coincide con la discriminación que habría sufrido Ramírez Santillán debido a su homosexualidad.
Fue referido por la prensa de la época como un compositor y cantante destacado de música oriental en La Paz.
Falleció el 13 de octubre de 1963 en La Paz, y fue sepultado en dicha ciudad; el registro oficial de defunción señala que su causa de muerte, a los 40 años de edad, fue una neumonía aguda, mientras que familiares mencionan que se habría suicidado.

## Reconocimientos
El 26 de septiembre de 2013 la Asamblea Legislativa de Cochabamba acordó declarar como patrimonio cultural intangible a la canción «Oh Cochabamba querida», mencionando que el último lunes de septiembre de cada año será declarado el «Día de la Canción "Oh Cochabamba querida"», y dispuso el traslado de los restos de Jaime del Río desde La Paz a Cochabamba, para ser sepultado con honores en el Cementerio General del Cercado. Al año siguiente, el 8 de septiembre de 2014, la Asamblea Legislativa Plurinacional de Bolivia publicó la Ley 572 que declaró a la letra y música de la canción como Patrimonio Cultural Inmaterial del Pueblo Boliviano por «constituirse una manifestación y obra folklórica popular de valor cultural de interés del Estado Plurinacional de Bolivia».